# Shaugawaumikong
Shaugawaumikong (Zhaagawaamikong, u fr. obliku dolazi kao Chegoimegon), jedno od najstariji sela Chippewa Indijanaca. Utemeljili su ga, prema oralnoj tradiciji (seven great miigis; kauri-školjka), prilikom svojih migracija s istoka (tzv. "Turtle Island;" atlantska obala ?)na zapad. Zhaagawaamikong je podignut na Long Islandu, na zapadnoj obali jezera Lake Superior, u okrugu Ashland, Wisconsin, blizu današnjeg La Pointe.